# Distrito de Sirohi
Sirohi (en hindi: सिरोही जिला) es un distrito de la India en el estado de Rajastán. Código ISO: IN.RJ.SR.
Comprende una superficie de 5136 km².
El centro administrativo es la ciudad de Sirohi.

## Demografía
Según censo 2011 contaba con una población total de 1037185 habitantes, de los cuales 502 070 eran mujeres y 535 115 varones.